# Ctenichneumon coelestis
Ctenichneumon coelestis là một loài tò vò trong họ Ichneumonidae.